# Hervé Vieillard-Baron
Hervé Vieillard-Baron est un géographe français.

## Biographie
Agrégé de géographie, Vieillard-Baron enseigne au lycée technique de Sarcelles puis intègre le CNRS. Il est élu professeur des universités à l’Université Paris Ouest Nanterre La Défense. Hervé Vieillard-Baron rédige une thèse sur "le risque du ghetto en Région parisienne". Il commence ses recherches au sein d'une cité d'urgence puis enseigne durant 13 ans au lycée technique de Sarcelles puis rejoint le CNRS  
Il officie également à la direction du master de géographie et d'aménagement de l'université Paris-Nanterre. Hervé Vieillard-Baron est également membre du conseil de l’École doctorale "Milieux, Cultures et Sociétés du passé et du présent", du conseil de l'Unité mixte de recherche du CNRS "LAVUE" et vice-président du jury de l'agrégation d'histoire (épreuve de géographie).

## Portée de l’œuvre

### Thèmes de recherche
- les zones sensibles
- Les politiques de la ville et la rénovation urbaine
- les migrations et les diasporas
- Les territoires et les modes de visibilités du religieux

### L'étude des banlieues
Hervé Vieillard-Baron est spécialiste de géographie urbaine et plus particulièrement des banlieues et des quartiers en difficulté. Notamment à travers la définition de la banlieue :
Selon Hervé Vieillard-Baron la banlieue est « considérée comme un sujet d'opinion avant d'être analysée comme un objet scientifique » ou encore « le mot banlieue renvoie non pas à une entité spatiale précise, mais à un concept vague susceptible de s'appliquer à tout secteur enclavé et à tout groupement de population qui s'écarte de la norme ». La banlieue est donc sujette à de nombreux amalgames à plusieurs échelles. Il énonce l'image d'uniformité des banlieues. La confusion faite entre ceinture périphérique et quartier en difficulté. Et enfin l'amalgame fait « entre les quartiers défavorisés marginalisés et les ghettos contraints à tonalité ethnique ou à vocation religieuse spécifique ».

Hervé Vieillard-Baron s’intéresse aux diverses définitions scientifiques de la banlieue. Et en dénombre cinq qui sont : la notion juridique, la notion géographique, la notion sociologique, la notion culturelle et enfin la notion symbolique.
La périphérie est différente de la banlieue dans le sens où sa définition est géométrique, en tant que contour du centre. Ainsi toute périphérie n'est pas banlieue. La banlieue est avant tout un espace de vie. Les quartiers sensibles connaissent des similarités sociales. Y sont présentes des inégalités diverses provenant d'une certaine pauvreté conjugués à un écart des lieux de pouvoir et de décision. Selon Vieillard-Baron il en résulte le sentiment qu'il existe : « D'un côté, un monde extérieur largement inconnu ; de l'autre, un monde proche qui prend tous les coups ».

Les paysages de la banlieue sont multiples selon Vieillard-Baron : « Le caractère composite de son organisation et de son architecture permet même de la qualifier : zones industrielles comprenant parfois d'anciennes cités patronales, immeubles collectifs de taille réduite et sans style particulier, maisonnettes isolées, lotissements pavillonnaires de style très divers, grands ensembles d'habitat collectif ou quartiers de villes nouvelles à l'architecture novatrice ». Plus ces quartiers seraient récents, plus ils seraient organisés selon une division des fonctions. Mais comporteraient aussi des disparités de qualité et de densité. D'où une division en ville et campagne parfois floue. Leur construction débutent par les cités-jardins de conception hygiéniste et autonome après la première guerre mondiale. Dans les années 1960 leur conception devient avant tout mono fonctionnelle.

## Quelques publications

### Livres
- (1996), Les banlieues françaises ou le ghetto impossible, Éditions de l’aube, poche N° 36
- (1997), Les banlieues, coll. « Dominos » N° 121, Flammarion
- (2001), Les banlieues, des singularités françaises aux réalités mondiales, Hachette Supérieur
- (2003), Avec A. Anderson, La politique de la ville histoire et organisation, Éditions ASH

### Articles ou chapitres d'ouvrages
- (2008), La construction de l’imaginaire banlieusard français : entre légende noire et légende dorée », in Serge Jaumain et Nathalie Lemarchand (dir.), Vivre en banlieue : une comparaison France / Canada, Collection « Études canadiennes », Peter Lang éditeur, p 17-32
- (2006),'Entre logiques communautaires et marché du travail, l’enracinement des Assyro-Chaldéens à Sarcelles', in Danièle Fraboulet et Dominique Rivière, La ville sans bornes, la ville et ses bornes, Paris, Nolin, novembre, p. 107-124.
- (2006), Article « Banlieue » pour le Dictionnaire critique de l’Action sociale dirigé par J.Y. Barreyre et B. Bouquet, Paris, Bayard (Collection "travail social"), p. 100-102.
- (2006), 'Le terrain et la proximité en question', in Raymonde Séchet et Vincent Veschambre (dir.), Penser et faire la géographie sociale, contribution à une épistémologie de la géographie sociale, Presses universitaires de Rennes, 2e semestre, p. 133-148.
- (2006), 'Entre logiques communautaires et marché du travail, l’enracinement des Assyro-Chaldéens à Sarcelles', in Danièle Fraboulet et Dominique Rivière, La ville sans bornes, la ville et ses bornes, Paris, Nolin, novembre, p. 107-124.
- (2006),'Le terrain et la proximité en question', in Raymonde Séchet et Vincent Veschambre (dir.), Penser et faire la géographie sociale, contribution à une épistémologie de la géographie sociale, Presses universitaires de Rennes, 2e semestre, p. 133-148.
- (2004), 'Sur l’origine des grands ensembles', in A. Fourcaut, F. Dufaux (dir.), Le monde des grands ensembles, Paris, Editions Créaphis, p. 45-61.
- (1999), 'Les quartiers sensibles : de l’analogie à la différence', in J.M. Bessette (dir.), Crimes et Cultures, Actes du 32e Congrès de l’Association française de Criminologie, Paris, L’Harmattan, collection "Logiques sociales", p. 89-107.
- (1997), 'Les attributions de logements sociaux : des contraintes techniques au bricolage local' , in Nicole Haumont (dir.) La ville éclatée, quartier et peuplement, Paris, L’Harmattan, collection Habitat et Société, p. 175-190.
- (1997), 'Les banlieues françaises entre exclusion et intégration », in A.S. Bailly (dir.), Terres d’exclusions, terres d’espérances, Saint-Dié, Paris, Économica, p. 27-40.
- (1992), 'La notion de milieu urbain', in Prévention de la criminalité en milieu urbain, Institut de Sciences pénales et de Criminologie, Presses universitaires d’Aix-Marseille, p. 37-44.
- (1992), 'De l’exil aux logiques d’enracinement : l’exemple de Sarcelles », in G. Ferréol (dir.), Intégration et Exclusion, Presses Universitaires de Lille, p. 105-128.
- (1987) Hervé Viellard-Baron, « Chanteloup-les-Vignes : le risque du ghetto », Esprit, no 11,‎ novembre 1987, p. 9-23

## Sources
- Azria Régine (1995), 'Vieillard-Baron (Hervé). Les Banlieues françaises ou le ghetto impossible', Archives des sciences sociales des religions, Volume   92, Numéro   92, pp. 143-145, http://www.persee.fr/web/revues/home/prescript/article/assr_0335-5985_1995_num_92_1_1010_t1_0143_0000_3
- Michel M. (1998), 'Hervé Vieillard-Baron, Banlieue, ghetto impossible ?', L'information géographique, Volume   62, Numéro   62-1, p. 44, http://www.persee.fr/web/revues/home/prescript/article/ingeo_0020-0093_1998_num_62_1_2574_t1_0044_0000_6
- Calbérac Yann (2005), 'Les quartiers chauds sont-ils forcément enclavés ?', http://archives-fig-st-die.cndp.fr/actes/actes_2005/cr/cr_vieillard-baron.htm
- Lemarchand Nathalie (2013), 'Compte rendu de lecture. Hervé Vieillard-Baron, Banlieues et périphéries. Des singularités françaises aux réalités mondiales, 2e édition revue et augmentée', Territoires en mouvements, http://tem.revues.org/2232.